# Metroul din Baku
Metroul din Baku (în limba azeră: Bakı Metropoliteni) —  a fost inaugurat la 6 noiembrie 1967.
În 2022, rețeaua de transport a metroului din Baku se întindea pe 40,3 km de cale dublă, existând trei magistrale cu 27 de stații. În 2015, metroul din Baku a transportat 222,0 milioane de pasageri, cu o medie zilnică în zilele lucrătoare de 608.200 de călători.

## Rețeaua metroului din Baku

### Linii
| Nume    | Linii | Cale                        | Data intrării în funcțiune | Lungime | Stații |
| ------- | ----- | --------------------------- | -------------------------- | ------- | ------ |
| Linie 1 | 1     | İçərişəhər ↔ Həzi Aslanov   | 1967                       | 20,1 km | 13     |
| Linie 2 | 2     | Şah İsmail Xətai ↔ Dərnəgül | 1976                       | 14,5 km | 10     |
| Linie 3 | 3     | Xocəsən ↔ 8 Noyabr          | 2016                       | 5,7 km  | 4      |

### Cronologia extinderii rețelei
| Cale                         | Data intrării în funcțiune | Lungime |
| ---------------------------- | -------------------------- | ------- |
| İçərişəhər-Nəriman Nərimanov | 6 noiembrie 1967           | 6,5 km  |
| 28 Mai-Şah İsmail Xətai      | 22 februarie 1968          | 2,3 km  |
| Nəriman Nərimanov-Ulduz      | 5 mai 1970                 | 2,1 km  |
| Ulduz-Neftçilər              | 7 noiembrie 1972           | 5,3 km  |
| 28 Mai-Nizami Gəncəvi        | 31 decembrie 1976          | 2,2 km  |
| Nəriman Nərimanov-Bakmil     | 28 martie 1979             | 0,5 km  |
| Nizami Gəncəvi-Memar Əcəmi   | 31 decembrie 1985          | 6,5 km  |
| Neftçilər-Əhmədli            | 28 aprilie 1989            | 3,3 km  |
| Cəfər Cabbarlı               | 27 decembrie 1993          | 0,15 km |
| Əhmədli-Həzi Aslanov         | 10 decembrie 2002          | 1,4 km  |
| Memar Əcəmi-Nəsimi           | 9 octombrie 2008           | 2,1 km  |
| Nəsimi-Azadlıq prospekti     | 30 decembrie 2009          | 1,3 km  |
| Azadlıq prospekti-Dərnəgül   | 29 iunie 2011              | 1,5 km  |
| Memar Əcəmi-2-Avtovağzal     | 19 aprilie 2016            | 2,1 km  |
| Memar Əcəmi-2-8 Noyabr       | 29 mai 2021                | 1,4 km  |
| Avtovağzal-Xocəsən           | 23 decembrie 2022          | 2,2 km  |
| Totală                       | 27 stații                  | 40,3 km |